# العلاقات السودانية القطرية
العلاقات السودانية القطرية هي العلاقات الثنائية التي تجمع بين السودان وقطر.

## مقارنة بين البلدين
هذه مقارنة عامة ومرجعية للدولتين:
| وجه المقارنة                                              | السودان                     | قطر           |
| --------------------------------------------------------- | --------------------------- | ------------- |
| المساحة (كم2)                                             | 1.89 مليون                  | 11.44 ألف     |
| عدد السكان (نسمة)                                         | 40.53 مليون                 | 2.64 مليون    |
| الكثافة السكانية (ن./كم²)                                 | 21.44                       | 230.77        |
| العاصمة                                                   | الخرطوم                     | الدوحة        |
| اللغة الرسمية                                             | اللغة العربية، لغة إنجليزية | اللغة العربية |
| العملة                                                    | جنيه سوداني                 | ريال قطري     |
| الناتج المحلي الإجمالي (بليون دولار)                      | 117.49 مليار                | 167.61 مليار  |
| الناتج المحلي الإجمالي (تعادل القوة الشرائية) بليون دولار | 176.55 مليار                | 316.40 مليار  |
| الناتج المحلي الإجمالي الاسمي للفرد دولار أمريكي          | 2.41 ألف                    | 73.65 ألف     |
| الناتج المحلي الإجمالي للفرد دولار أمريكي                 | 4.07 ألف                    | 141.54 ألف    |
| مؤشر التنمية البشرية                                      | 0.479                       | 0.850         |
| رمز المكالمات الدولي                                      | +249                        | +974          |
| رمز الإنترنت                                              | سودان                       | .qa           |
| المنطقة الزمنية                                           | ت ع م+03:00، ت ع م+02:00    | ت ع م+03:00   |

## منظمات دولية مشتركة
يشترك البلدان في عضوية مجموعة من المنظمات الدولية، منها:
| علم المنظمة | اسم المنظمة                                 | تاريخ انضمام السودان | تاريخ انضمام قطر |
| ----------- | ------------------------------------------- | -------------------- | ---------------- |
|             | الصندوق العربي للإنماء الاقتصادي والاجتماعي | ?                    | ?                |
|             | منظمة التعاون الإسلامي                      | ?                    | ?                |
|             | المصرف العربي للتنمية الاقتصادية في أفريقيا | ?                    | ?                |
|             | يونسكو                                      | 26 نوفمبر 1956       | 27 يناير 1972    |
|             | الاتحاد البريدي العالمي                     | ?                    | ?                |
|             | البنك الدولي للإنشاء والتعمير               | 5 سبتمبر 1957        | 25 سبتمبر 1972   |
|             | وكالة ضمان الاستثمار متعدد الأطراف          | 7 نوفمبر 1991        | 22 أكتوبر 1996   |
|             | جامعة الدول العربية                         | 19 يناير 1956        | 11 سبتمبر 1971   |
|             | الاتحاد الدولي للاتصالات                    | 23 أكتوبر 1957       | 27 مارس 1973     |
|             | منظمة الشرطة الجنائية الدولية               | ?                    | ?                |
|             | مؤسسة التمويل الدولية                       | 21 أكتوبر 1960       | 11 أكتوبر 2008   |
|             | صندوق النقد العربي                          | ?                    | ?                |
|             | الأمم المتحدة                               | 12 نوفمبر 1956       | 21 سبتمبر 1971   |
|             | منظمة حظر الأسلحة الكيميائية                | ?                    | ?                |
|             | المركز الدولي لتسوية المنازعات الاستشارية   | 9 مايو 1973          | 20 يناير 2011    |

## أعلام
هذه قائمة لبعض الشخصيات التي تربطها علاقات بالبلدين:
- أحمد فتحي منسي (لاعب كرة قدم قطري، 25 يناير 1993 – )
- المعز علي (لاعب كرة قدم قطري، 19 أغسطس 1996[20] – )
- بلال محمد (لاعب كرة قدم مصري، 2 يونيو 1986[21] – )
- حامد إسماعيل (لاعب كرة قدم قطري، 12 سبتمبر 1987 – )
- حامد شامي زاهر (لاعب كرة قدم قطري، 13 نوفمبر 1984 – )
- عاصم ماديبو (لاعب كرة قدم قطري، 22 أكتوبر 1996[22] – )
- عبد العزيز حاتم (لاعب كرة قدم قطري، 28 أكتوبر 1990[23] – )
- عبد الكريم حسن (لاعب كرة قدم قطري، 28 أغسطس 1993[24] – )
- مجدي صديق (لاعب كرة قدم قطري، 3 سبتمبر 1985[25] – )
- محمد السيد (لاعب كرة قدم قطري، 27 يناير 1987 – )
- محمد موسى (لاعب كرة قدم قطري، 23 مارس 1986[26] – )
- مصعب خضر (لاعب كرة قدم قطري، 1993[27] – )
- مصعب محمود الحسن (لاعب كرة قدم سوداني، 12 أبريل 1983 – )
- معتز عيسى برشم (24 يونيو 1991 – )
- ميرغني الزين (لاعب كرة قدم قطري، 18 أغسطس 1978 – )

## وصلات خارجية
- موقع وزارة الخارجية السودانية
- موقع وزارة الخارجية القطرية